# Coptopsylla caucasica
Coptopsylla caucasica är en loppart som beskrevs av Isayeva-gurvich 1950. Coptopsylla caucasica ingår i släktet Coptopsylla och familjen Coptopsyllidae. Inga underarter finns listade i Catalogue of Life.